# 回転地獄五輪
回転地獄五輪（かいてんじごくごりん）は、プロレスラーの本田多聞が開発したプロレス技である。

## 概説
全てに共通するのは既存のプロレス技の複合でピンフォールとギブアップの両方を狙えることである。返されてもしつこく同じ体勢にもっていき再びフォールかギブアップを狙う蟻地獄のようなプロレス技である。

## 種類
回転地獄五輪パート0
スタンディング肩固めから裏投げのように相手を投げて、グラウンドでフォールの体勢に入る。相手が返すと首を反らせる変型の肩固めに移行する。
回転地獄五輪パート0改
相手をパート0の体勢で投げっ放し、技から逃れようとする相手の足を抱えて相手に覆いかぶさるように押さえ込んでフォールの体勢に入る。
回転地獄五輪パート01
スタンディング肩固めから、前方へとジャンプして叩きつけ。グラウンドでパート0と同型の変型の肩固めに移行する。
回転地獄五輪パート1
水車落としのような体勢になり相手をフォールし、返されると相手を固めたまま横方向に回転し再びフォールの体勢になる。それを返されると、さらに回転しつつ相手の足を4の字ジャックナイフ状に固め、袈裟固めかレッグアンドネックロックのような体勢になりギブアップかフォールを奪いに行く。
回転地獄五輪パート2
トルネードクラッチと同型。
回転地獄五輪パート3
レスリング式のダブルアンクルホールドの改良技で、ステップオーバーするように回転して相手の両足をクロスさせてアンクルホールドのような体勢になる。
回転地獄五輪パート4
タモンズシューター（変型STF）から半回転してパート0と同型の肩固めに移行する。
回転地獄五輪パート4改
タモンズシューターから横方向に半回転して、上半身と片脚を極めたままフォールの体勢に入る。
回転地獄五輪パート5
スタンディングの裏肩固めから斜め後方へと投げ、グラウンドの裏肩固めに移行する。
回転地獄五輪パート6
相手のタックルを切った後、脇を差して横に捻って投げてパート0と同型の肩固めに移行する。
回転地獄五輪パート7
肩固めから脚をかけてグラウンドコブラツイストのような形でフォールの体勢に入る。
回転地獄五輪パート11
パート5の体勢から相手を投げてグラウンドに持ち込み、相手の上体を起こして自分の腕を相手の腕に回し、相手の膝裏を通してクラッチし直して相手の首と片足を抱きかかえるように固め、もう片方の脚を、自分の両足で挟んで固定し、後方へと倒れてフォールする。
回転地獄五輪スペシャル
パート0の体勢から体を捻って半回転し、上半身を極めたまま片エビ固めに移行する。